# Supreme Chaos Records
Pour les articles homonymes, voir SCR.
Supreme Chaos Records est un label discographique allemand de heavy metal, basé à Tecklembourg. Fondé en 2001 par Robby Beyer, le label est distribué par Red Flame Distribution.

## Histoire
Supreme Chaos Records est créé en 2001 par Robby Beyer, son directeur, qui fonde aussi en 2004 le sous-label Prevision Music. Alors que Supreme Chaos Records met en avant les groupes de metal extrême et de black metal, Prevision s'occupe des groupes de metal alternatif et de rock alternatif.
En mai 2021, le label fête ses 20 ans en collaboration avec le Bastard Club Osnabrück et HafenSommer21, et organise un concert en plein air pour célébrer cet anniversaire le 3 septembre 2021. En raison de la pandémie de Covid-19, les places sont limitées à 300 billets (25 € en prévente).

## Groupes

### Groupes actuels
En 2023 : 
- Agrypnie
- Arroganz
- Bonjour tristesse[3]
- Carnal Ghoul
- Concrete Cold
- Horresque
- Nocte Obducta
- Perish
- Phantom Corporation
- Rotten Casket
- The Alligator Wine
- The Ossuary
- Thronehammer
- V/Haze Miasma
- Wind in His Hair

### Anciens groupes
- Another Perfect Day
- Apophis
- Arcturon
- Asmodeus
- Behind the Scenery
- Blood Red Angel
- Breschdleng
- Crib45
- Cheeno
- Cockroach
- Crisis Never Ends (2008)[1]
- Cyrcus
- Dead Alone
- Dead Eyed Sleeper
- Fuck You and Die[4]
- Kaminari
- Karkadan
- Lifthrasil
- May the Silence Fail
- Mourning Rise
- Necrotted
- Nocte Obducta
- Obelyskkh
- Sanguis (2002[5])
- Sonic Reign
- Subconscioous (2005[6])
- Subterfuge Carver
- Typhon
- Todtgelichter
- Undertow
- Vyre
- White Daze